# Волос (місто)
Во́лос (грец. Βόλος) — місто та порт Греції, в області Фессалія, столиця ному Магнісія. Розташоване на узбережжі Пагасетійської затоки.

## Історія

### Давні часи
Сорок неолітичних поселень віднайдено в Магнісії. Деякі з них проіснували до 3000-1500 років до н. е. Найважливішими серед них є Сескло та Діміні, де знайдені унікальні предмети кераміки, знарядь праці, скам'янілостей, а також предмети з грецьких островів, наприклад, з Мілоса.
Визначна пам'ятка мікенської культури розташована поблизу пагорба Ая-Теодору, що сьогодні є найдавнішим районом міста Волос. Приблизно у цей же період тут існувало давнє місто Іолк, що було великим економічним та культурним центром. Як свідчать останні археологічні дослідження, Королівська садиба Іолк знаходилась в районі Діміні. У 6 ст. до н. е. тут існував процвітаючий порт Пагаса.
У 295-92 до н. е. македонський цар Деметрій I Поліоркет захопив місто та назвав на власну честь Дімітріадою, що згодом стала потужною, нездоланною фортецею та великим торговельним центром Еллади, особливо у період 217—168 до н. е. Проте 197 до н. е. місто окуповують римляни.

### Палеохристиянська, візантійська та поствізантійська епохи
Навіть під владою римлян Дімітріада продовжувала своє існування. Поряд із Фівами місто було важливим центром Фессалії у палеохристиянську та візантійську ери. У 5 ст. н. е. Дімітріада стала столицею єпископату.
Наприкінці 6 ст. н. е., через напади слов'ян, мешканці Дімітріади шукали прихистку на Ая-Теодору, де існували укріплені поселення від 551 н. е. за імператора Юстиніана.
Пізніше місто зовсім занепало та стало легкою мішенню для сарацинів (7 — 13 ст.). У 1204 р. після падіння Константинополя, Дімітріаду продали родині Меліссіну.
У 14 ст. вперше з'являється топонім Волос. 1423 р. турки зайняли замок Палеа. Близько 1600 р. мешканці міста переїхали до Пеліону, в районі Ано-Волос.

### Турецьке панування
В часи турецької окупації все фінансове та культурне життя концентрувалось довкола Пеліону. У 18 ст. Пеліон став один з найбільших еллінських центрів, проте ступати православним на територію форту Волос було заборонено.
Під час грецької визвольної війни населення Пеліону повстало 1821 р. Пізніше 1830 р. за межами форту було побудоване фактично нове місто Волос — вкотре за свою буремну історію. Маючи вигідне географічне положення та порт, місто процвітало. 1881 р. Волос та інші поселення Магнесії були приєднані до звільненої грецької держави.

## Сучасність

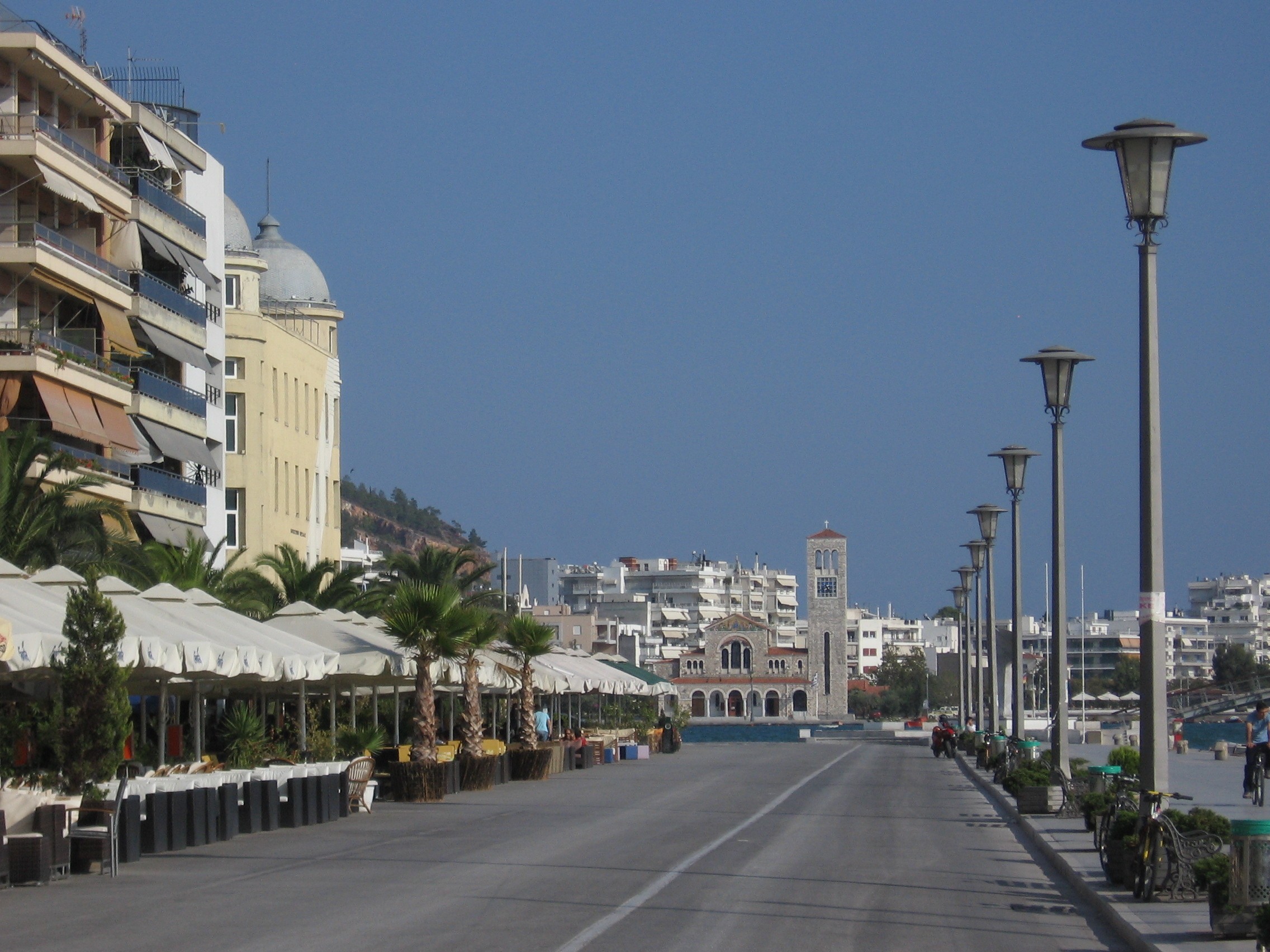
Паралія сучасного Волосу

Сучасне місто Волос є третім за важливістю портом Греції за товаро- та пасажирообігом. Його фінансовому та соціальному добробуту сприяє туризм, жвава торгівля, промисловість (діють підприємства текстильної, харчової, тютюнової, шкіряної промисловості) та високі стандарти інфраструктури міста. Одночасно бурхливо розвивається й культурне життя міста. Поступово Волос стає одним з провідних міст Греції.

## Персоналії
- Вангеліс — клавішник, віолончеліст, флейтист, гітарист, перкусист, композитор, аранжувальник, автор текстів, продюсер.
- Нікос Портокалоглу — популярний грецький співак, композитор.
- Джорджо де Кіріко — італійський художник-сюрреаліст.
- Іоанніс Аргіріс — один з авторів методу скінченних елементів.
- Федон Гізікіс — президент Греції 1973—1974.
- Гіоргос Фудуліс — грецький гітарист та композитор.
- Параскеві Ціаміта — чемпіонка світу 1998 року з потрійного стрибка в довжину із результатом 15,07 м.
- Тасос Мітропулос — грецький футболіст, учасник чемпіонату світу 1994 року.